# Andrei Motoc
Andrei Motoc (Chisináu, 13 de diciembre de 2002) es un futbolista moldavo que juega en la demarcación de defensa para el Virtus Entella de la Serie C.

## Selección nacional
Tras jugar en las categorías inferiores de la selección, finalmente hizo su debut con la selección de fútbol de Moldavia en un partido amistoso contra Gibraltar que finalizó con un resultado de empate a uno tras el gol de Victor Mudrac para Moldavia, y de Liam Walker para Gibraltar.

## Clubes
| Club                         | País   | Año       | Partidos | Goles |
| ---------------------------- | ------ | --------- | -------- | ----- |
| A. C. Carpi                  | Italia | 2020-2021 | 2        | 0     |
| U. S. Salernitana 1919       | Italia | 2021-2023 | 1        | 0     |
| Siena F. C. SSD (cedido)     | Italia | 2023      | 5        | 0     |
| F. C. Legnago Salus (cedido) | Italia | 2023-2024 | 29       | 0     |
| Athens Kallithea F. C.       | Grecia | 2024-2025 | 14       | 0     |
| Virtus Entella (cedido)      | Italia | 2025-     | 2        | 0     |